# لينغام

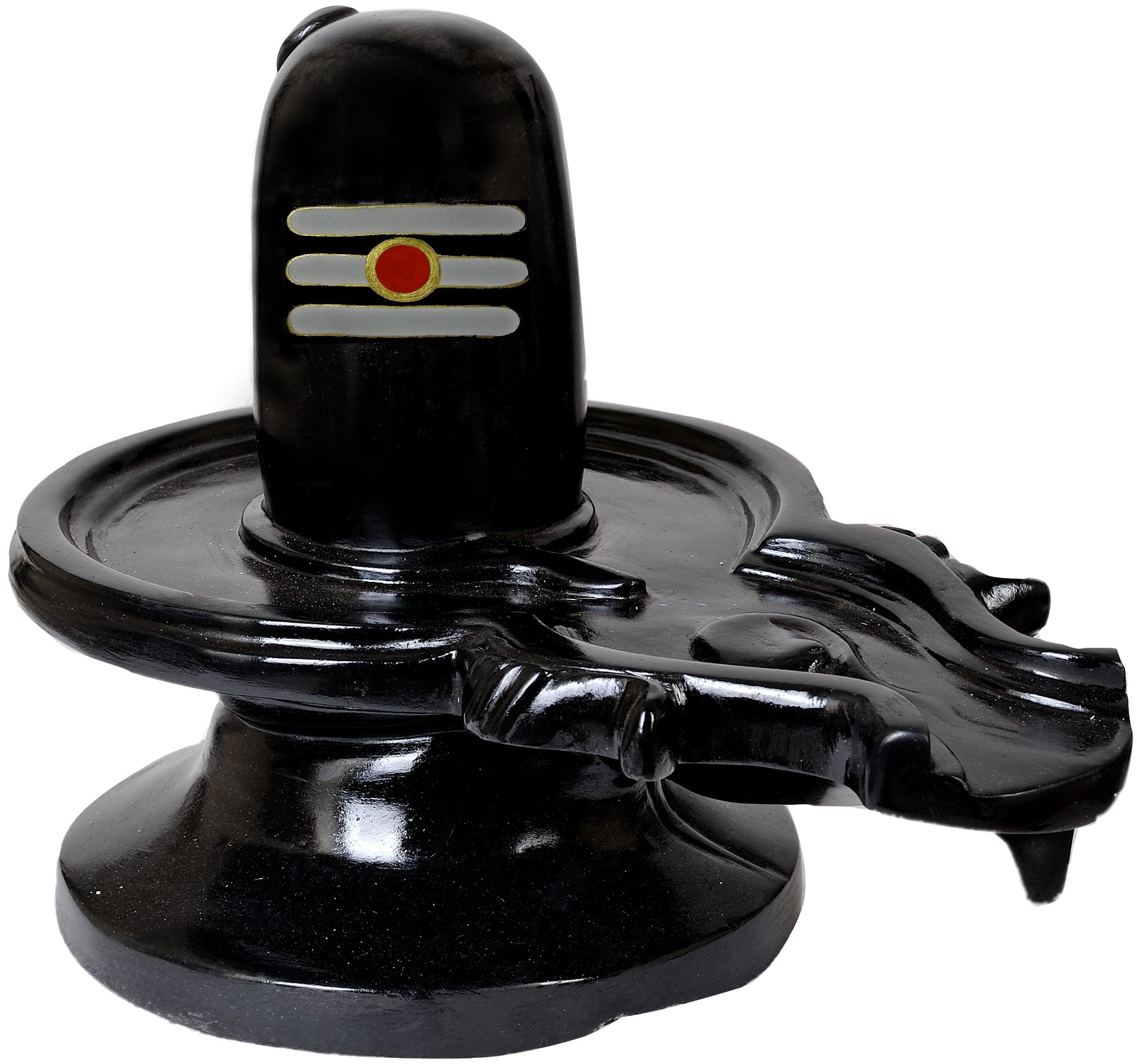
لينجام شيفا مع تريبوندرا، مُموضعٌ على يوني. أو لينغام-يوني مبدآ الذكورة والأنوثة.

لينغام أو لينجام (بالإنجليزية: Lingam)‏ هو مُصطلحٌ يُشير في الهندوسية إلى العضو الذكري عُمومًا، كما أنَّ يوني يرمز إلى عضو التكاثر الأنثوي. ويعدّ اللينغام رمزًا دينيًا، ويشير إلى الفحولة الجنسية، ورمزًا للمعبود شيفا في الطائفة الشيفاوية. وعادة ما تحتوي الأضرحة الخاصة بِشيفا على قضبان (مورتي) كبيرة الحجم تستقر في منتصف الضريح.
غالبا ما يُمثل اللينجام داخل منصة على شكل قرص، وهذا الشكل الدائري هو اليوني نظيره الأنثوي، والذي يتكون من عنصر مسطح، أفقي مقارنة باللينجام العمودي، ومصمم للسماح للقرابين والتقدمات المكونة من سائل بالانحدار والتجمع في الأسفل. وهما معًا، يرمزان إلى اندماج/اتحاد العالم الصغير والعالم الكبير، وهي العملية الإلهية الخالدة للخلق والتجديد، واتحاد المؤنث والمذكر الذي يعيد خلق الوجود كله.

## انظر أَيضًا
- يوني
- عمارة قضيبية